# Vyšný Slavkov
Vyšný Slavkov este o comună slovacă, aflată în districtul Levoča din regiunea Prešov. Localitatea se află la altitudinea de 561 m deasupra n.m., se întinde pe o suprafață de 17,18 km2 și în 2017 număra 262 de locuitori. Se învecinează cu comuna Lipovce.

## Istoric
Localitatea Vyšný Slavkov este atestată documentar din 1347.

## Demografie
| An:                | 1994 | 2004   | 2014    | 2024   |
| ------------------ | ---- | ------ | ------- | ------ |
| Număr de persoane: | 358  | 336    | 284     | 258    |
| Diferență:         |      | −6,14% | −15,47% | −9,15% |

| An:                | 2023 | 2024   |
| ------------------ | ---- | ------ |
| Număr de persoane: | 263  | 258    |
| Diferență:         |      | −1,90% |